# Kinoko Teikoku
A Kinoko Teikoku (きのこ帝国, ’Gomba Birodalom’) egy 2007-ben alakult japán shoegaze/dream pop együttes. A zenekar nevét A-chan akkori gomba kinézetű ruhája és a Yura Yura Teikoku (ゆらゆら帝国; 'Ingadozó Birodalom') rockegyüttes után kapta.
2019. május 27-én a basszusgitáros Tanigucsi Sigeaki kilépett a zenekarból, hogy átvegye a családi vállalkozást. Az együttes még ezen a napon feloszlott a bandatagok közös beleegyezésével.

## Tagok
- Szató Csiaki (佐藤千亜妃) – ének, gitár
- A-chan (あーちゃん) – gitár
- Tanigucsi Sigeaki (谷口滋昭) – basszusgitár
- Nisimura Kon (西村"コン") – dobok

## Diszkográfia

### Albumok
- eureka (2013. feb. 6.)
- Fake World Wonderland (フェイクワールドワンダーランド?)  (2014. okt. 29.)
- Neko to Allergie (猫とアレルギー?)  (2015. nov. 11.)
- Ai no Yukue (愛のゆくえ?)  (2016. nov. 2.)
- Time Lapse (タイム・ラプス?)  (2018. sze. 12.)[2]

### Mini albumok
- Uzu ni Naru (渦になる?) (2012. máj. 9.)

### Középlemezek
- Long Good Bye (ロンググッドバイ?) (2013. dec. 14.)
- Sakura ga Saku Mae ni (桜が咲く前に?) (2015 ápr. 29.)

### Demók
- 1st demo (2011, saját kiadás)
- Yoru ga Aketara (夜が明けたら?)  (2011. sze. 12., saját kiadás)

### Kislemezek
- Taikutsu Shinogi (退屈しのぎ?) (2012, self-released)
- Eureka (ユーリカ?) (2013. jan. 17.)
- Tokyo (東京?) (2014. sze. 9.)
- Sakura ga Saku Mae ni (桜が咲く前に?) (2015. ápr. 29)
- Cry Baby (クライベイビー?) (2016. Jún. 29.)
- Natsu no Kage (夏の影?) (2016. aug. 29.)
- Taiyou ni somuite (太陽に背いて?) (2017. dec. 13.)

### Válogatásalbumok
- Daizawa Jidai (代沢時代 ～Decade of Daizawa Days～?) (2012. ápr. 11)
- 『Yes, We Love butchers ～Tribute to bloodthirsty butchers～』 Night Walking (March 26, 2014)
- CHATMONCHY Tribute ～My CHATMONCHY～ (2018. már. 28.)
- Takeshi Kobayashi meets Very Special Music Bloods (2018. ápr. 4.)

## Fordítás
Ez a szócikk részben vagy egészben  a   Kinoko Teikoku című angol Wikipédia-szócikk ezen változatának fordításán alapul.  Az eredeti cikk szerkesztőit annak laptörténete sorolja fel. Ez a jelzés csupán a megfogalmazás eredetét és a szerzői jogokat jelzi, nem szolgál a cikkben szereplő információk forrásmegjelöléseként.